# Герб Баппагайинского наслега
Герб муниципального образования сельское поселение «Баппагайинский наслег» Вилюйского улуса Республики Саха (Якутия) Российской Федерации.
Герб утверждён Решением Баппагайинского наслежного Совета депутатов № 68 от 15 июня 2009 года.
Герб внесён в Государственный геральдический регистр Российской Федерации.

## Описание герба
«В лазоревом поле с выпуклой окаймлённой серебром оконечностью поверх всего золотое древо жизни с корнями, наподобие кедровых ветвей, и произрастающими из ствола между парами ветвей парами же голов: вверху птичьих, ниже конских, внизу коровьих».

## Описание символики
Центральная фигура герба — древо с корнями, символизирующее о глубоких корнях, великих предках жителей наслега; толстый ствол символизирует о сплочённости, твёрдости духа жителей, ветви, направленные вверх символизируют о тяге к светлому будущему; листочки — будущее поколение, вера и надежда.
Белая изогнутая полоса символизирует о наличии множества речек и федеральную трассу, пересекающую территорию наслега.
Коровы, лошади символизируют сельскохозяйственную направленность экономики наслега.